# Ròtula alta
La ròtula alta pot ocórrer com a resultat d'una lesió esportiva, encara que la gran majoria de les vegades és un trastorn congènit o de desenvolupament que no està relacionada amb un trauma. Una ròtula en posició "alta" es troba per sobre del solc troclear i, per tant, és menys estable. El tendó rotular que connecta la ròtula amb la tíbia és més llarg del normal. Això no pot passar per trauma, tret que hi hagi hagut una ruptura del tendó i una reparació quirúrgica no òptima.

## Diagnòstic
Mitjançant imatges mèdiques (radiografies, ressonància), s'utilitza una imatge lateral del genoll:
- Relació d'Insall-Salvati: Aquesta relació es calcula amb el genoll flexionat a 30 graus. És la relació entre la longitud de la ròtula i la longitud del tendó rotular. Normalment, aquesta proporció és 1:1, però una variació del 20% representa la ròtula alta o la ròtula baixa. Es parla de ròtula alta quan la relació és superior a 1,2 o 1,5. De fet, la relació Insall-Salvati es pot mesurar a qualsevol grau de flexió, que és una de les raons de la seva popularitat.[2]
- Relació de Caton-Deschamps: S'utilitza en el denominador la distància des de la ròtula al punt proximal anterior de la tíbia. La cama ha d'estar en extensió. Quan el valor és superior a 1,2 o 1,3 es parla de ròtula alta.

## Tractament
S'han fet servir diverses tècniques de fisioteràpia. Tenen més rellevància les tècniques quirúrgiques:
- Distalització del tubercle tibial (desinserir la unió del tendó rotular amb la tíbia i adherir-lo més distalment) amb i sense tenodesi (talls) del tendó rotular, distalització i medialització del tubercle tibial.
- Imbricació del tendó rotular (una forma d'escurçar-lo).[3]